# Bobrowice (Poméranie-Occidentale)
Pour les articles homonymes, voir Bobrowice.
Bobrowice est une localité polonaise située dans la gmina rurale et le powiat de Sławno en voïvodie de Poméranie-Occidentale. Elle se trouve à environ 178 km au nord-est de la capitale régionale Szczecin et à 20 km de la mer Baltique.

## Géographie

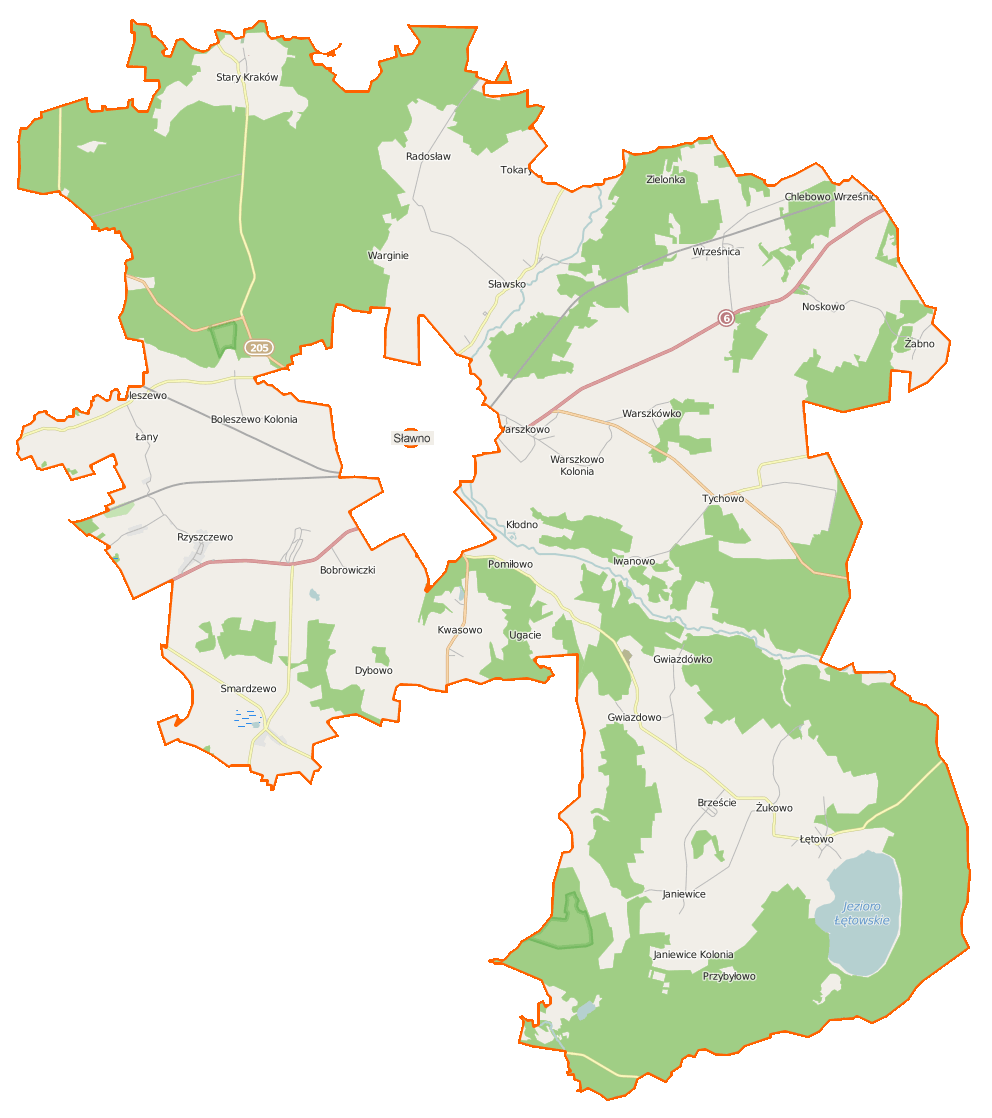
Carte de la gmina de Sławno.

## Histoire
De 1648 à 1945, Bewersdorf fait partie de l'arrondissement de Stolp dans le district de Köslin au sein de la province de Poméranie.